# Siemidarżno
Siemidarżno [ɕemiˈdarʐnɔ] (tiếng Đức: Zimdarse) là một ngôi làng thuộc khu hành chính của Gmina Trzebiatów, thuộc quận Gryfice, West Pomeranian Voivodeship, ở phía tây bắc Ba Lan. Nó nằm khoảng 7 kilômét (4 mi) về phía đông nam của Trzebiatów, 17 km (11 mi) về phía đông bắc của Gryfice và 86 km (53 mi) về phía đông bắc của thủ đô khu vực Szczecin.
Làng có dân số 109 người.